# 勒尼耶尔-埃克吕斯
勒尼耶尔-埃克吕斯（法語：Regnière-Écluse）是法国皮卡第大区索姆省的一个市镇，属于阿布维尔区吕县。该市镇2009年时的人口为126人。

## 人口
勒尼耶尔-埃克吕斯人口变化图示
| 数据来源：INSEE |